# Tapton House

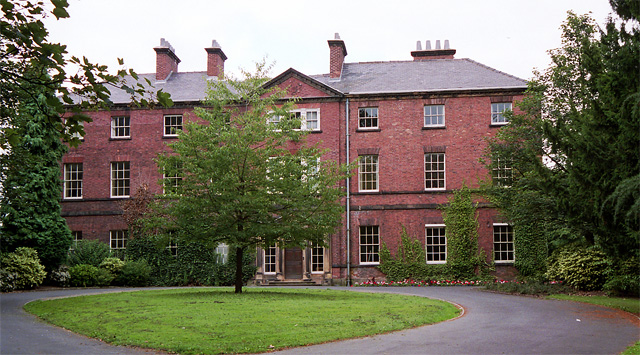
Tapton House

A Tapton House, em Tapton, Chesterfield, Derbyshire, Inglaterra, já foi a casa do engenheiro George Stephenson, que construiu a primeira linha ferroviária pública do mundo a usar locomotivas a vapor. Em sua época, Tapton foi uma residência para cavalheiros, um internato para mulheres e uma escola mista.
Os terrenos da Tapton House estão agora abertos para uso gratuito pelo público em geral de Chesterfield para passear e visitar os Jardins Tapton. O terreno também é compartilhado com o Centro de Inovação Tapton Park. A própria casa agora é alugada como escritórios pelo Chesterfield Borough Council,  e é um edifício listado como Grade II *.

## História
A Tapton House foi construída no final do século XVIII pela família de banqueiros Wilkinson, que também ajudou a financiar a construção do Canal Chesterfield. O engenheiro mecânico inglês George Stephenson, construtor da primeira linha ferroviária pública do mundo a usar locomotivas a vapor, alugou a casa da família de 1832 até sua morte em 1848.
A casa então foi comprada por Charles Paxton Markham, diretor da Staveley Coal and Iron Company e três vezes prefeito da cidade, em 1871 e tornou-se a casa da família até 1925, quando ele cedeu os 200 acres (0,81 km2) do parque para o bairro de Chesterfield. O bairro transformou a casa em uma escola e, em 1931, os primeiros alunos passaram por suas portas como Tapton House Central Selective School. Após a Segunda Guerra Mundial, tornou-se uma escola secundária coeducativa, Tapton House Grammar School. A escola continuou a ensinar alunos até 1993, quando foi fechada. Após a reforma em setembro de 1994, tornou-se um Colégio de Educação Adicional e Superior para o povo de Chesterfield e arredores, conhecido como The Tapton House Campus Of Chesterfield College. O Colégio devolveu o prédio ao Borough Council em 2018. Atualmente, ele está alugado como um espaço de escritório.

### George Stephenson (1781-1848)
George Stephenson, nascido em 1781, já havia se tornado uma figura nacionalmente conhecida antes de ir para Chesterfield na década de 1830 para construir a North Midland Railway que se estende por 72 milhas (116 km) de Derby a Leeds. Seu filho Robert projetou a locomotiva a vapor historicamente importante chamada Rocket para os Rainhill Trials em Liverpool em 1829.
Ele se apegou tanto a Chesterfield que passou o resto de sua vida na região. Tapton House foi seu lar nos últimos dez anos de sua vida, até sua morte em agosto de 1848, aos 67 anos. Stephenson foi enterrado na Igreja da Santíssima Trindade em Newbold Road, Chesterfield.

## Centro de Inovação Tapton Park

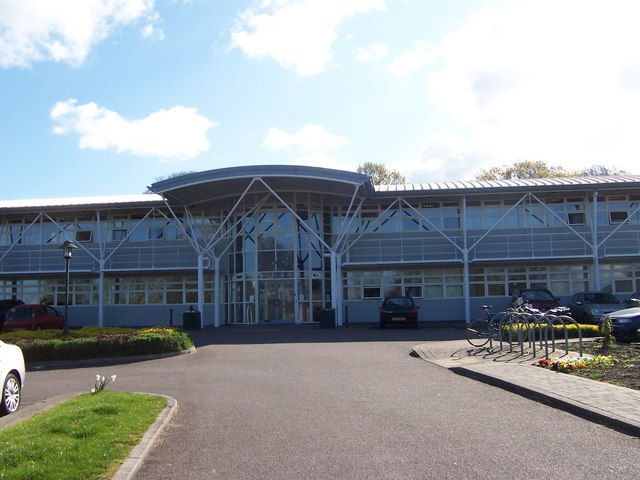
Centro de Inovação Tapton Park

O centro se desenvolveu a partir de uma parceria entre o Chesterfield Borough Council, a North Derbyshire Chamber of Commerce e o North Derbyshire Training and Enterprise Council. Para além do financiamento dos parceiros, o regime foi apoiado pelo Orçamento Único de Regeneração e pela União Europeia.
O edifício futurista reflete o pensamento avançado de George Stephenson. Ele é projetado para fornecer acomodações modernas para estimular a inovação e fomentar o crescimento entre negócios baseados em tecnologia e conhecimento. O centro tem 39 quartos, 10 "rent-a-desks" e, após a sua inauguração na primavera de 1997, acomoda mais de 40 empresas.

## Peace Gardens
Inaugurado em agosto de 1947 pelo prefeito, conselheiro Miss Florence Robinson, os jardins foram construídos pelo Departamento de Parques sob a supervisão do Sr. JE Tindale, Superintendente do Parque.

## Castle Hill
Este é um monte de terra que se acredita ser o local de um castelo motte-and-bailey. O monte de terra ou motte teria sido o local da fortaleza de conchas, sendo vários edifícios rodeados por uma paliçada de madeira pesada. Cerca de 600 castelos deste tipo foram registrados e foram construídos entre 1000 e 1200 d.C. O castelo foi incorporado ao terreno da Tapton House no final do século XVII.